# Leonor de Castilla (1256-1275)
Leonor de Castilla (1256 - Perpiñán, agosto de 1275). Infanta de Castilla e hija del rey Alfonso X de Castilla y de la reina Violante de Aragón.

## Orígenes familiares
Era hija de Alfonso X de Castilla y de la reina Violante de Aragón, y sus abuelos paternos fueron el rey Fernando III de Castilla y su primera esposa, la reina Beatriz de Suabia. Y por parte materna era nieta del rey Jaime I de Aragón y de la reina Violante de Hungría.
Además, fue hermana del célebre infante Juan de Castilla el de Tarifa, que murió en 1319 en el Desastre de la Vega de Granada, del infante Pedro de Castilla, que fue señor de Ledesma y de otras muchas villas, y del infante Jaime de Castilla, que fue señor de los Cameros. Y también fue hermanastra de Alfonso Fernández el Niño, que era hijo ilegítimo de Alfonso X y de Elvira Rodríguez de Villada y llegó a ser señor consorte de Molina y Mesa por su matrimonio con Blanca Alfonso de Molina.

## Biografía
La infanta Leonor de Castilla fue la cuarta hija de los reyes Alfonso X de Castilla y Violante de Aragón, y sus hermanos mayores, por orden cronológico, fueron las infantas Berenguela y Beatriz y el infante Fernando de la Cerda, que hasta su muerte en 1275 fue el heredero del trono castellano. Y la infanta Leonor debió nacer, según Jaime de Salazar y Acha, entre agosto de 1256 y agosto de 1257, aunque dicho autor especificó que esas fechas se basan en los nacimientos de los otros hermanos de la infanta Leonor, y sólo pueden ser consideradas fiables si se le concede credibilidad a los datos proporcionados por el cronista Jofre de Loaysa. Manuel González Jiménez, por su parte, aseguró que probablemente esta infanta nació en 1256, y según los Anales Silenses nació en 1257.

Además, Salazar y Acha destacó que la «existencia» de la infanta Leonor está plenamente documentada en 1272, ya que en el libro del Repartimiento de Murcia, que fue editado por Juan Torres Fontes en 1960, fue mencionada indirectamente en tres ocasiones. Y en la primera de ellas se afirma que Juan del Corral, que era el amo de la infanta Leonor, tenía diversas propiedades en un lugar llamado Benicotota.

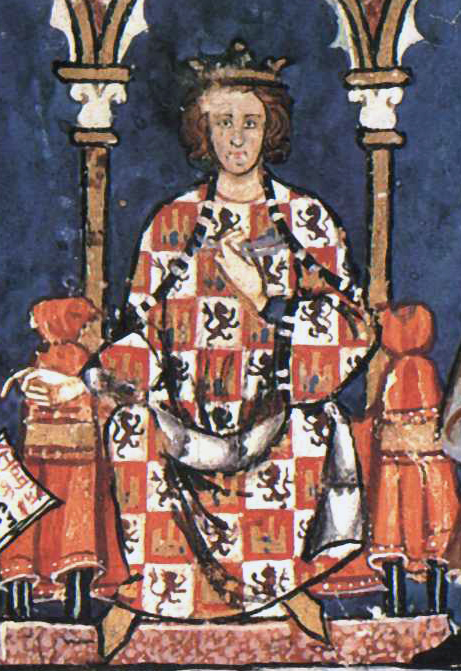
Miniatura medieval que representa al rey Alfonso X de Castilla. Libro de los juegos.

En 1274 la infanta Leonor, que según Gutiérrez Baños «no ha sido demasiado bien tratada por la historiografía», acompañó a su padre en su viaje por Europa para llevar a cabo el Fecho del Imperio, que es el nombre con el que se conoce la pretensión del rey Alfonso X de Castilla de ser coronado emperador del Sacro Imperio Romano Germánico, aunque al final sus intentos en esa empresa resultaron infructuosos. Y Ballesteros Beretta afirmó que posiblemente la infanta Leonor o su hermana, la infanta Violante, pudieron ser ofrecidas en matrimonio hacia 1271 por su padre a Tomás de Saboya en el contexto de la búsqueda de aliados que el rey precisaba para respaldar su candidatura a la corona del Sacro Imperio.
En un pasaje de la Crónica de Alfonso X se afirmó erróneamente que la infanta Leonor se había casado en Murcia con el marqués de Montferrato, aunque en otros pasajes de la misma obra, como indicó Kinkade, el cronista rectificó y señaló que «el marques de Monferrad que era casado con donna Beatriz», aludiendo con esta última a la infanta Beatriz de Castilla, que era hermana de la infanta Leonor y se había casado con el marqués Guillermo VII de Montferrato. Y en un pasaje de las Memorias históricas del rey don Alonso el Sabio el marqués de Mondéjar afirmó erróneamente que la infanta Leonor, a la que consideró erróneamente como la menor de las hijas de Alfonso X, se había casado en 1282 con el magnate Diego López V de Haro, que fue señor de Vizcaya, aunque en realidad la esposa de este último fue la infanta Violante de Castilla, que sí era la menor de las hijas de Alfonso X.

La infanta Leonor de Castilla falleció en agosto de 1275 en Perpiñán, según afirman la mayoría de los autores, o en las inmediaciones de dicha ciudad, aunque Salazar y Acha afirmó que falleció en septiembre de 1275 en Montpellier. Y Martínez Santamarta indicó que Leonor «con toda probabilidad» murió hallándose en Perpiñán junto con su madre, la reina Violante de Aragón, y una parte de la Corte mientras aguardaban la llegada del monarca castellano, que se hallaba gravemente enfermo en Montpellier. Y hay constancia de que precisamente al llegar a esta última ciudad el soberano de Castilla fue informado de la muerte de su hija Leonor y de la de su sobrino Alfonso Manuel, que era el hijo y heredero del infante Manuel de Castilla, hermano de Alfonso X. Sin embargo, Gutiérrez Baños aseguró que la mayoría de los historiadores afirman que la infanta debió fallecer cuando ella y la Corte regresaban a Castilla desde Perpiñán y posiblemente, como señaló Ballesteros Beretta, en los últimos días de septiembre de 1275.

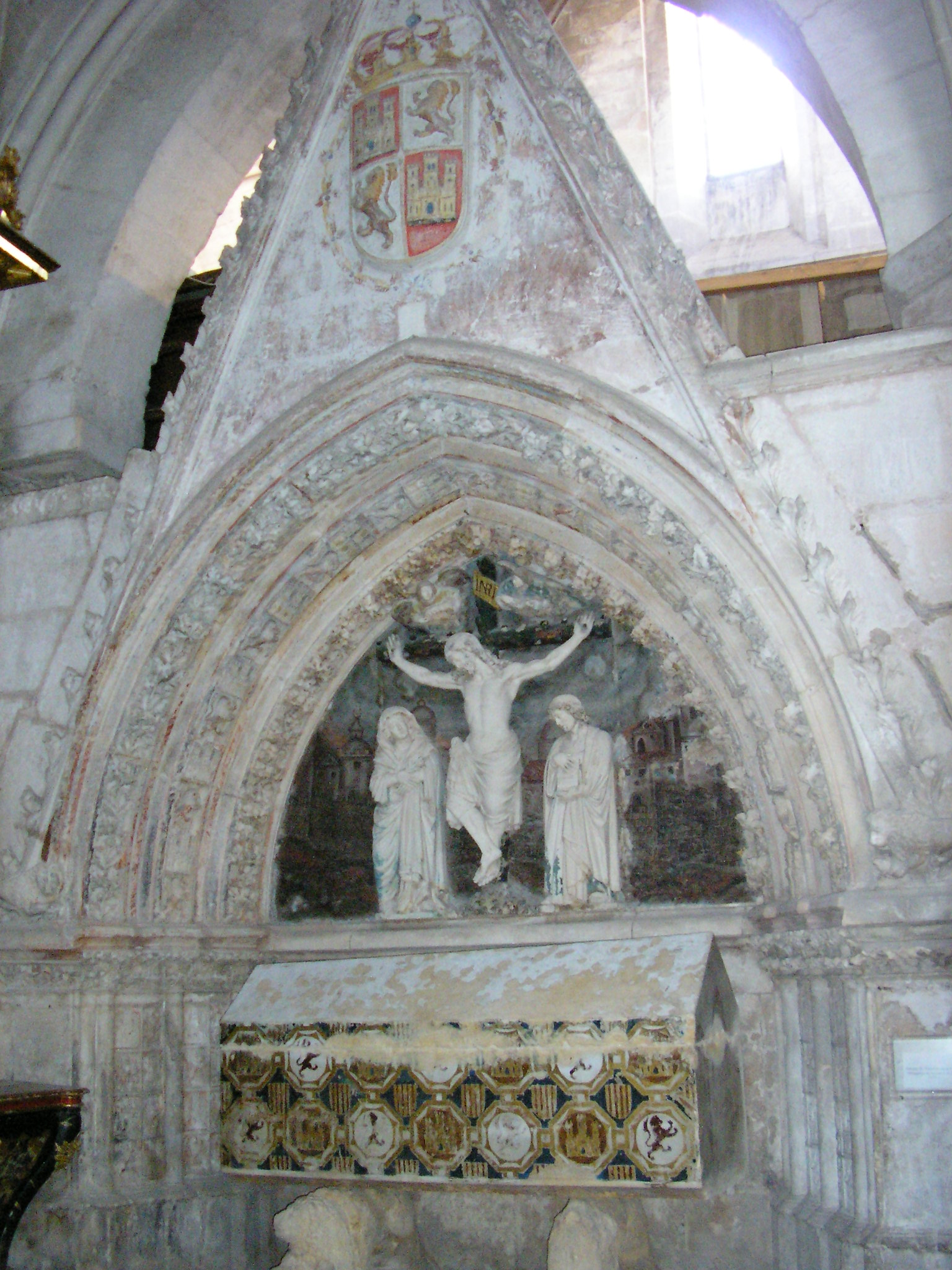
Sepulcro del infante Fernando de la Cerda. (Monasterio de las Huelgas de Burgos).

La noticia de la muerte de la infanta Leonor fue consignada en los Anales toledanos III, donde se afirma que: «Anno Domini MLXXV in regressu apud Monte Pessulanum donna Elionor filia regis, mortua est in via regressu», y también en los Anales Silenses, donde consta que: «Era de mill e trezientos e treze años (...) E él seyendo en Balcayre murió allá la ynfanta doña Leonor, su fija, e mandóla llevar a enterrar a Caleruega». Y en un fragmento del Llibre del rey en Pere d'Aragó e dels seus antecessors passats, como señaló González Jiménez, se consignó del siguiente modo la muerte de la infanta Leonor y la de su primo Alfonso Manuel, que era hermanastro del célebre escritor y magnate Don Juan Manuel:

En aquell viatge, mentre se´en tornava a Barcelona, morí un seu Nebot, fill d´ En Manuel son frare, e una sua filla, molt bella doncellas, que havia nom dona Leonor.

Las tres fuentes antes mencionadas coinciden en que la defunción de la infanta Leonor se produjo durante la «ida al imperio» de su padre, aunque discrepan en algunos detalles, y es casi seguro que la infanta permaneció en Perpiñán junto a su madre y algunos de sus hermanos mientras Alfonso X se adentraba en Francia para llegar hasta Belcaire, donde entre principios de mayo y principios de agosto se entrevistó con el papa. Sin embargo, los Anales Silenses aseguran que la infanta falleció mientras su padre se hallaba en Belcaire, mientras que los Anales Toledanos III y la Crónica de Bernat Desclot aseguran que falleció durante el viaje de regreso a Castilla de Alfonso X y su Corte, ya que después de haber enfermado de gravedad en Montpellier y tras reunirse con su familia en Perpiñán, el monarca castellano y su séquito atravesaron Cataluña para llegar rápidamente a Castilla.
El año 1275 fue especialmente aciago y fatídico para el rey Alfonso X de Castilla, ya que además de perder a la infanta Leonor también perdió a su hijo y heredero, el infante Fernando de la Cerda, a su cuñado, Sancho de Aragón, que era arzobispo de Toledo y hermano de la reina Violante, y a Nuño González de Lara el Bueno, que era señor de la Casa de Lara. Además, la infanta Leonor falleció sin haber alcanzado la edad de veinte años, y no hay constancia de que su padre hubiera alcanzado ningún acuerdo matrimonial para desposarla.

## Sepultura

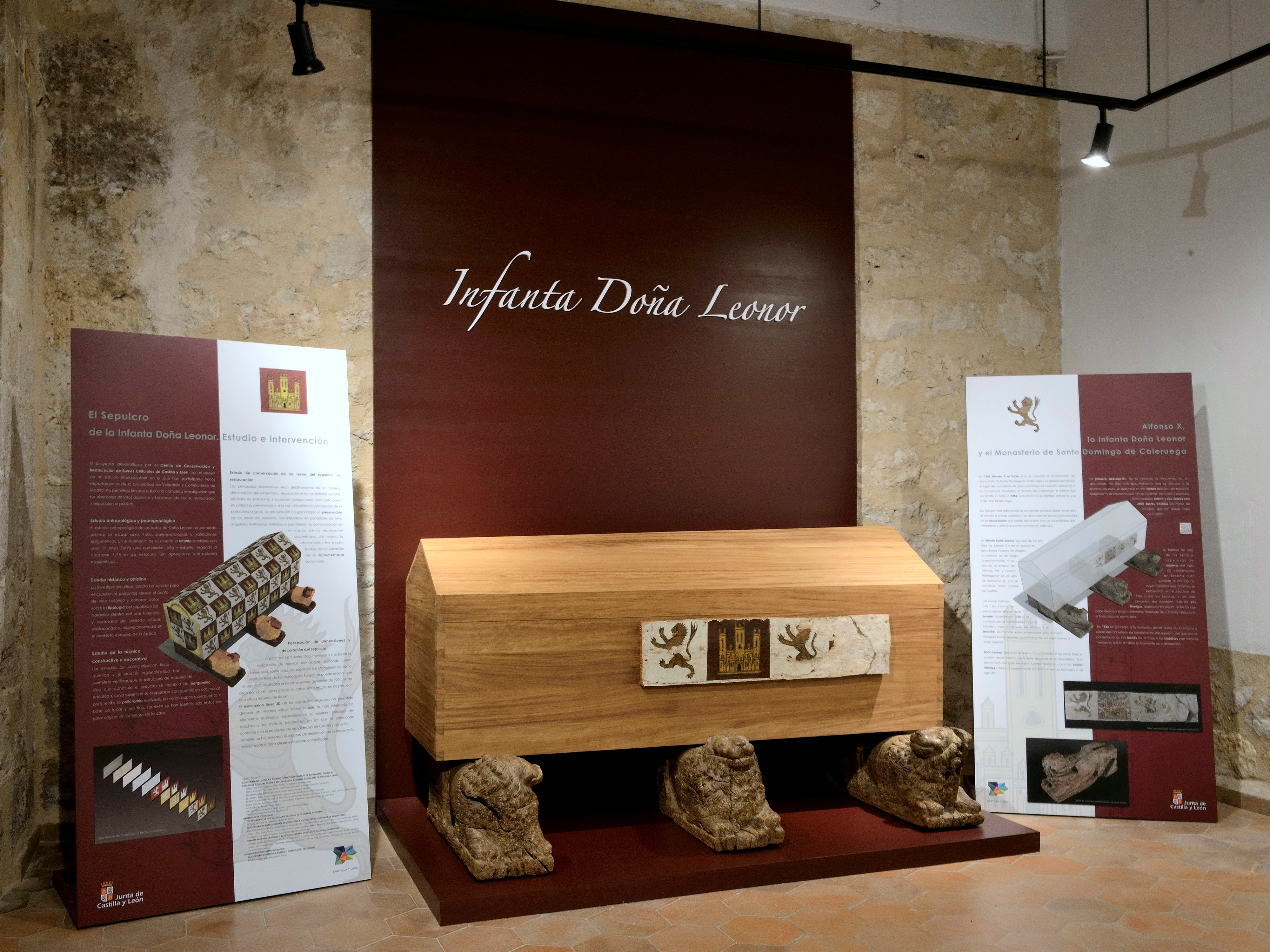
Sepulcro de la infanta Leonor de Castilla. (Monasterio de Santo Domingo de Caleruega).

El cadáver de la infanta Leonor recibió sepultura en el monasterio de Santo Domingo de Caleruega, según consta en los Anales Silenses y en varios documentos conservados en el archivo del monasterio de Caleruega, aunque la única fuente antigua que alude a su sepultura son los mencionados Anales, que según Gutiérrez Baños son una fuente fiable, y también la propia «tradición» del monasterio. Y conviene señalar que el rey Alfonso X, que había fundado dicho monasterio en 1266 con monjas procedentes de la localidad de San Esteban de Gormaz y le había concedido diversos privilegios y mercedes, fue el que dispuso que los restos mortales de su hija Leonor descansaran en Caleruega. Y el cadáver de la infanta fue depositado en un sepulcro de madera sin estatua yacente aunque sí adornado «con labores escultóricas y pictóricas», como señaló Gutiérrez Baños. Y en una descripción del monasterio de Caleruega redactada entre 1736 y 1739 se describió el sepulcro, que se hallaba en el coro conventual, del siguiente modo:

En una esquina, un sepulcro, manteniéndole tres leones de bastante magnitud, y en la cubierta, fachadas y costado, tiene pintados 36 leones con otros tantos castillos en forma de escudo, que son armas reales de Castilla, en donde está depositado el cuerpo de una hija del rey Alfonso X el Sabio.

En 1917, durante un examen de los restos mortales de la infanta, que se hallaban colocados en el interior de la gran urna pintada con los emblemas heráldicos del reino de Castilla, se constató que su cadáver se hallaba en buen estado, y que en vida debió de ser una mujer corpulenta y de elevada estatura. Y en 1931 el padre Eduardo Martínez constató que en el cementerio de las monjas de Caleruega, que había sido construido en el siglo XIX, se conservaba la «urna grande» que contenía los restos de la infanta. Sin embargo, el 24 de noviembre de 1933 los restos de la infanta Leonor fueron depositados en una nueva urna de menor tamaño que la anterior y construida con los restos de la antigua, que se hallaba en muy mal estado. Y la nueva urna fue colocada en 1975 en el claustro del monasterio de Caleruega sobre los tres leones o gárgolas de piedra que la habían sostenido durante siglos.
En 2014 el sepulcro de la infanta Leonor, que se hallaba en pésimo estado de conservación, fue restaurado y reconstruido basándose en su primitivo aspecto y reutilizando los escasos elementos antiguos que quedaban del mismo, lo que supuso un complejo trabajo de restauración. Y al mismo tiempo se examinaron los restos de la infanta y quedó corroborado que se trataba indudablemente de la hija de Alfonso X de Castilla.